# Lamborghini Espada
Lamborghini Espada — італійський автомобіль, 4-місний купе класу Гран-турізмо, що випускався автовиробником Lamborghini між 1968 і 1978 роками. Було продано 1 217 автомобілів цієї моделі, а отже Lamborghini Espada стала найуспішнішою моделлю Lamborghini до середини 1980-х років, коли розширилося виробництво Lamborghini Countach.

## Історія
Дизайн моделі Espada розробив італійський дизайнер Марчелло Гандіні з дизайнерського дому Bertone. На створення Espada дизайнера надихнули два його попередні концепт-кари, Lamborghini Marzal та Jaguar Piraña. Назва моделі, Espada (з (ісп.) «меч, шпага»), традиційно пов'язана з коридою і походить від шпаги, якою тореро вбиває бика.
Появі Espada посприяла низька зацікавленість споживачів у моделі Islero, яка була хоч і чотиримісна, але недостатньо комфортабельна для пасажирів на задньому сидінні. Новий автомобіль мав зручні задні сидіння та великий багажник, прикритий заднім склом, яке підкреслювало витягнутий приземкуватий силует. Для покращення заднього огляду над ліхтарями з'явилося вузьке віконце.
За десять років виробництва Lamborghini Espada тричі зазнавала змін. Були розроблені три серії: S1 (1968—1970), S2 (1970—1972) та S3 (1972—1978). В кожній серії відбувалися зміни в інтер'єрі авто, хоча зовнішній вигляд майже не змінювався.

### Серія I
Вперше Lamborghini Espada був представлений 1968 року на Женевському автосалоні. Щиток управління мав оригінальний дизайн, навіяний концепт-каром Lamborghini Marzal, восьмикутні ніші для основних приладів та надбудову-нактоуз для додаткових приладів та індикаторів. На колесах були диски виробництва компанії Campagnolo, такі самі стояли на моделі Miura. Задні ліхтарі були такої самої конструкції, як і в перших серіях Fiat 124 Sport Coupé.
До січня 1970 року було продано 186 автомобілів цієї серії.

### Серія II
1970 року, на автошоу в Брюсселі була представлена нова варіація Lamborghini Espada — S2. Дизайнери зробили лише одну зміну в екстер'єрі — прибирали решітку радіатора, що прикривала задню частину кузова. Зате більше змінили інтер'єр: повністю оновили щиток управління, кермо та центральну консоль. Верхня консоль з додатковими приладами набула більш традиційної прямокутної форми з круглими датчиками. Щиток управління став повністю дерев'яним. Через вищий ступінь стиску двигуна (10,7:1) його потужність зросла до 350 к.с. (257 кВт). Гальма були також поліпшені. Додатковою опцією був підсилювач керма. Усього було виготовлено 575 автомобілів Espada S2, найбільше з усіх варіантів цієї моделі.

### Серія III
1972 року вийшов Lamborghini Espada серії S3. Його 3,9-літровий двигун версії V12 мав потужність у 325 к.с. (239 кВт), а оновлений щиток управління отримав алюмінієве оздоблення. Характерною рисою Espada S3 стали диски з п'ятьма маточинами. Також вічка решітки радіатора набули прямокутної форми замість шестикутної, а задні ліхтарі стали такими самими, як і в Alfa Romeo 2000. У 1974 році стала доступною автоматична трансмісія виробництва компанії Borg Warner.
У 1975 році на Espada почали встановлювати більші за розміром бампери; деякі вважали це нововведення новою, четвертою серією Espada, проте «Ламборґіні» офіційно не вносила ніяких змін у специфікацію авто.

### Lamborghini Faena

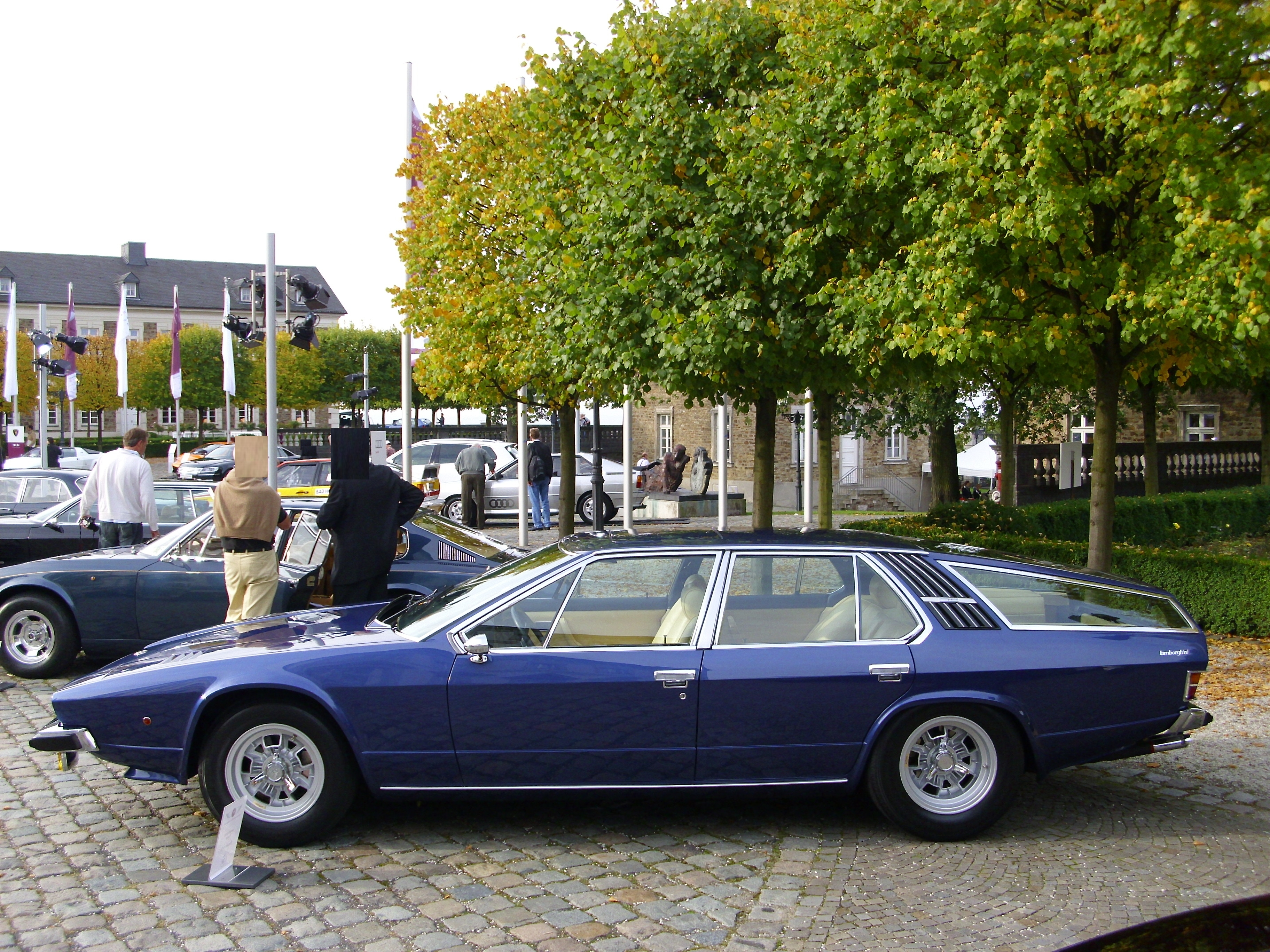
Lamborghini Faena

1978 року на Туринському автосалоні виробник автомобільних кузовів П'єтро Фруа презентував єдиний екземпляр 4-дверного седана на основі Espada. Модель називалася Lamborghini Faena та мала збільшену на 18 см колісну базу. Цей автомобіль належить швейцарському колекціонеру.

### Спроби перезапуску
У 1999 році поширилися чутки про розробку нової версії Lamborghini Espada, але в той час «Ламборґіні» планувала зосередитися на наступникові Diablo, тому нова версія Espada залишилася лише в ескізах.
2006 року Edmunds.com повідомив про намір «Ламборґіні» відродити Espada у 2009 році. 2008 року на Паризькому автосалоні компанія презентувала 4-дверний концепт-кар Estoque, який, втім, так і не вийшов у серійне виробництво.

## Технічні характеристики
Lamborghini Espada мав суцільнозварний сталевий корпус, повністю незалежну підвіску з подвійними поперечними важелями, гвинтові пружини, гідравлічні амортизатори, стабілізатори поперечної стійкості та дискові гальма на кожному з коліс. Два паливні баки вміщували 95 літрів палива; кришка бака прихована за чорною косметичною решіткою радіатора.
Двигун версії V12 мав об'єм 3 929 см³, його вентиляцію забезпечували шість бічних карбюраторів фірми Weber та 24 клапани, керовані двома верхніми розподільними валами.
Коробку передач змонтували в єдиному блоці з двигуном. Більшість коробок передач були механічними, проте пізніші версії Espada мали додаткову опцію із встановлення автоматичної коробки передач виробництва Chrysler. Це були одні з перших АКПП, які могли впоратися з крутним моментом спортивного двигуна V12. Коробка передач мала незвичний перелік передач: Drive, 1 та Reverse.
У заводській комплектації Lamborghini Espada мав шини Pirelli Cinturato 205VR15 (CN72).

## Галерея

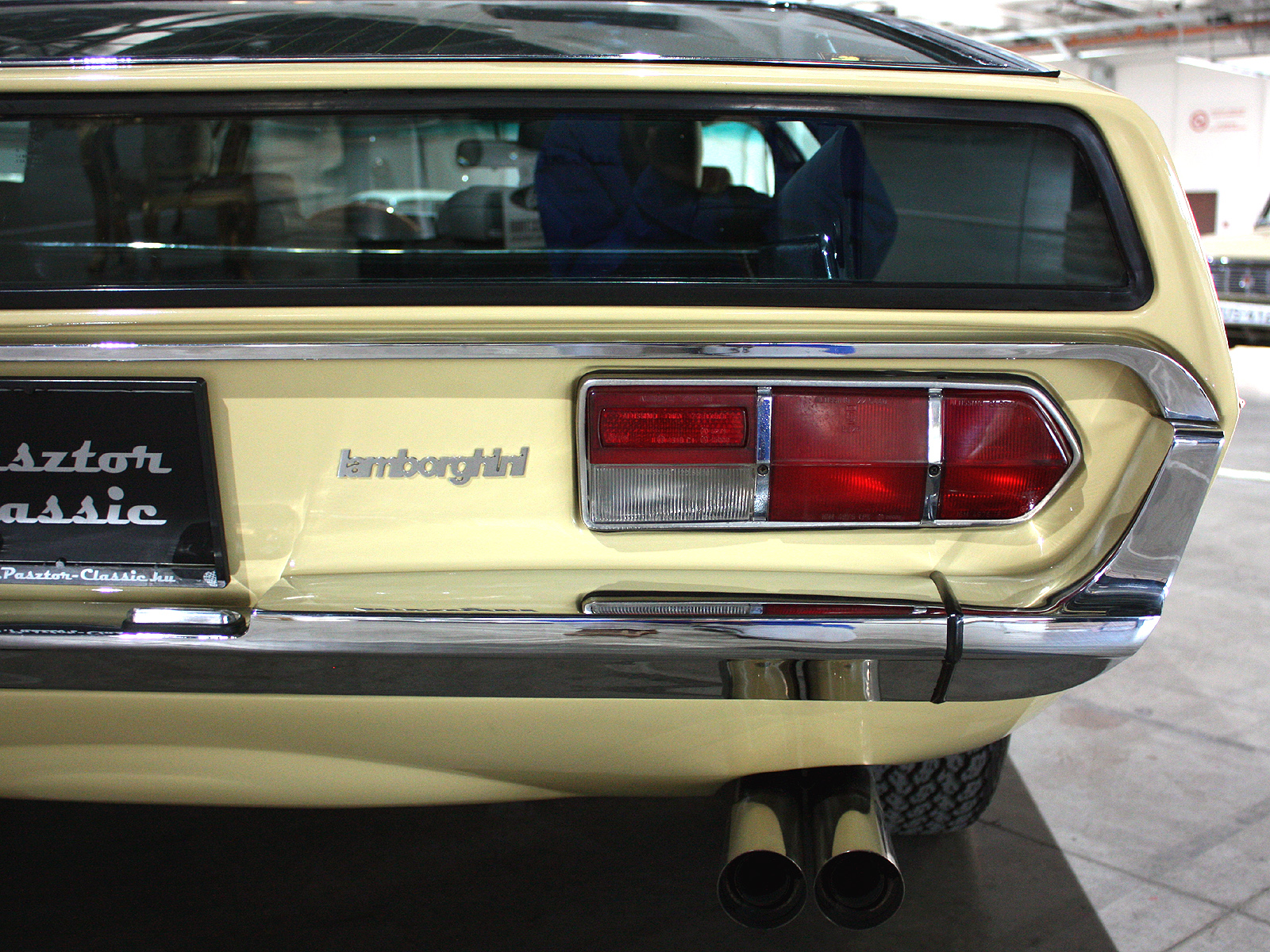
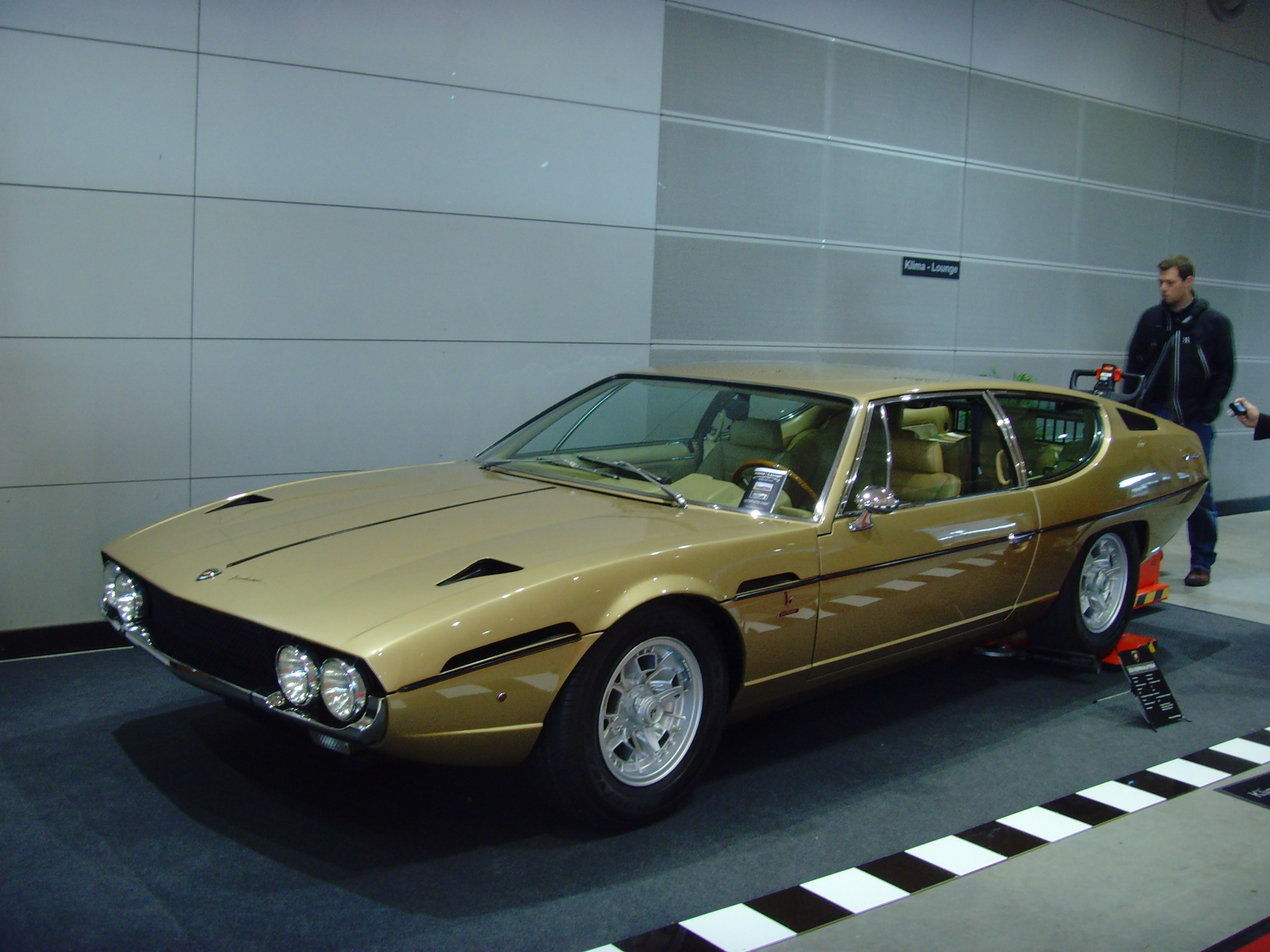
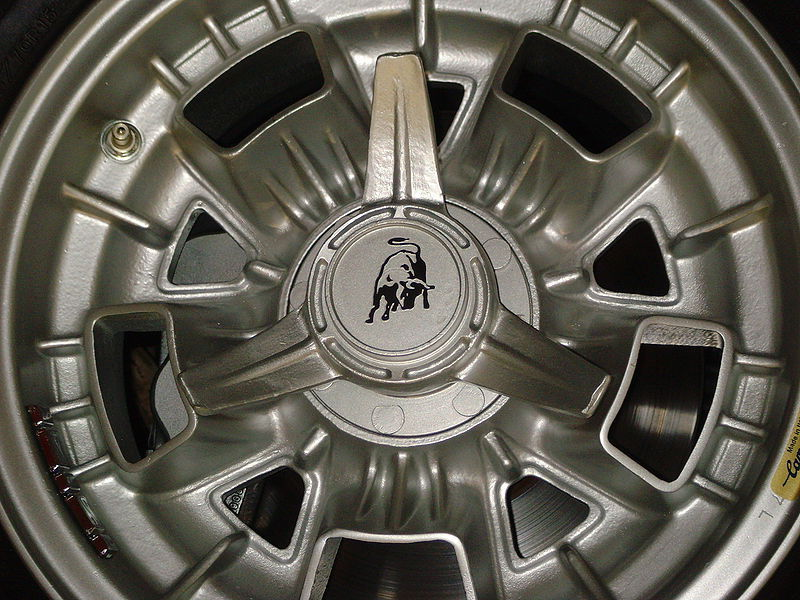
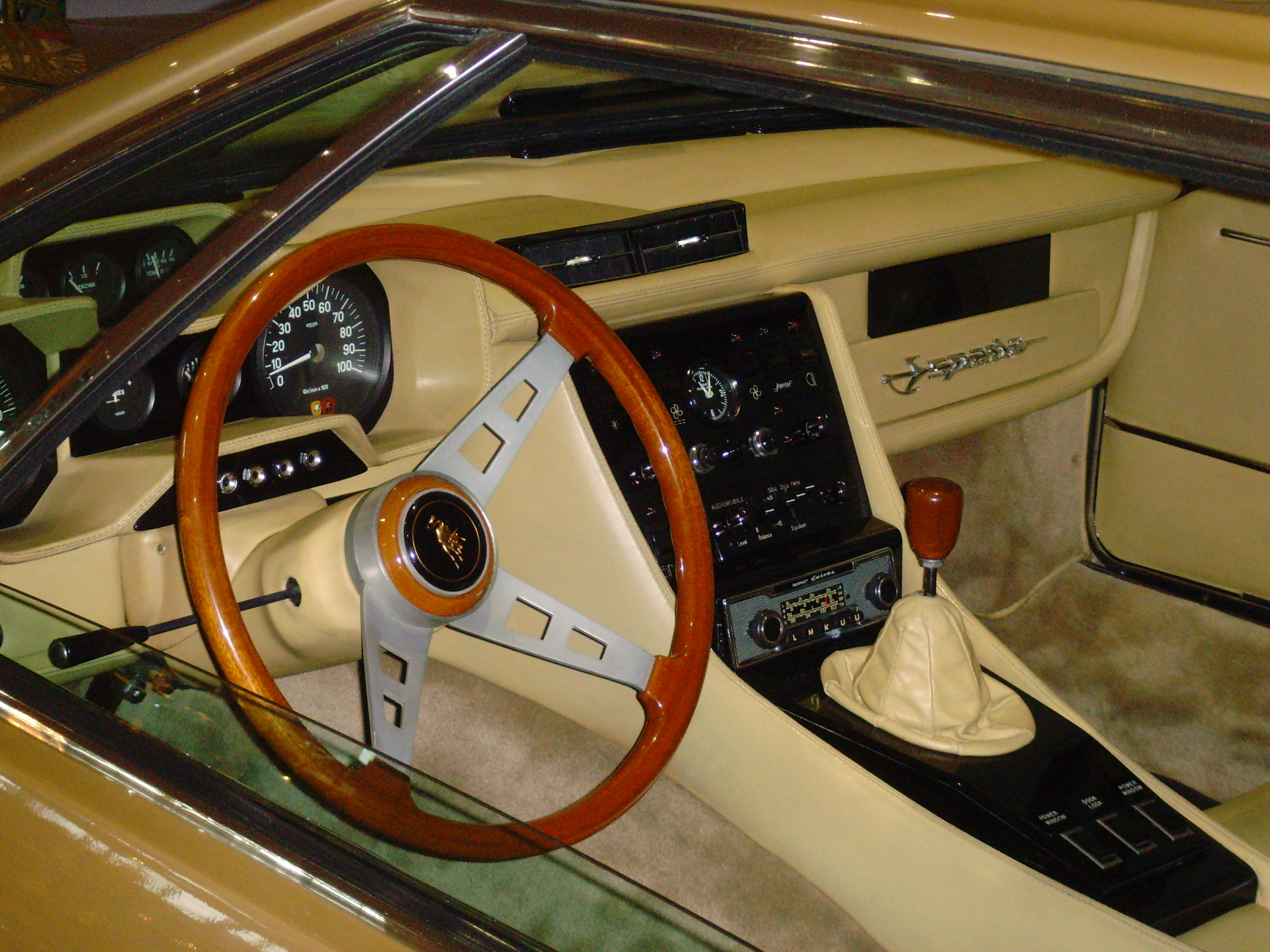
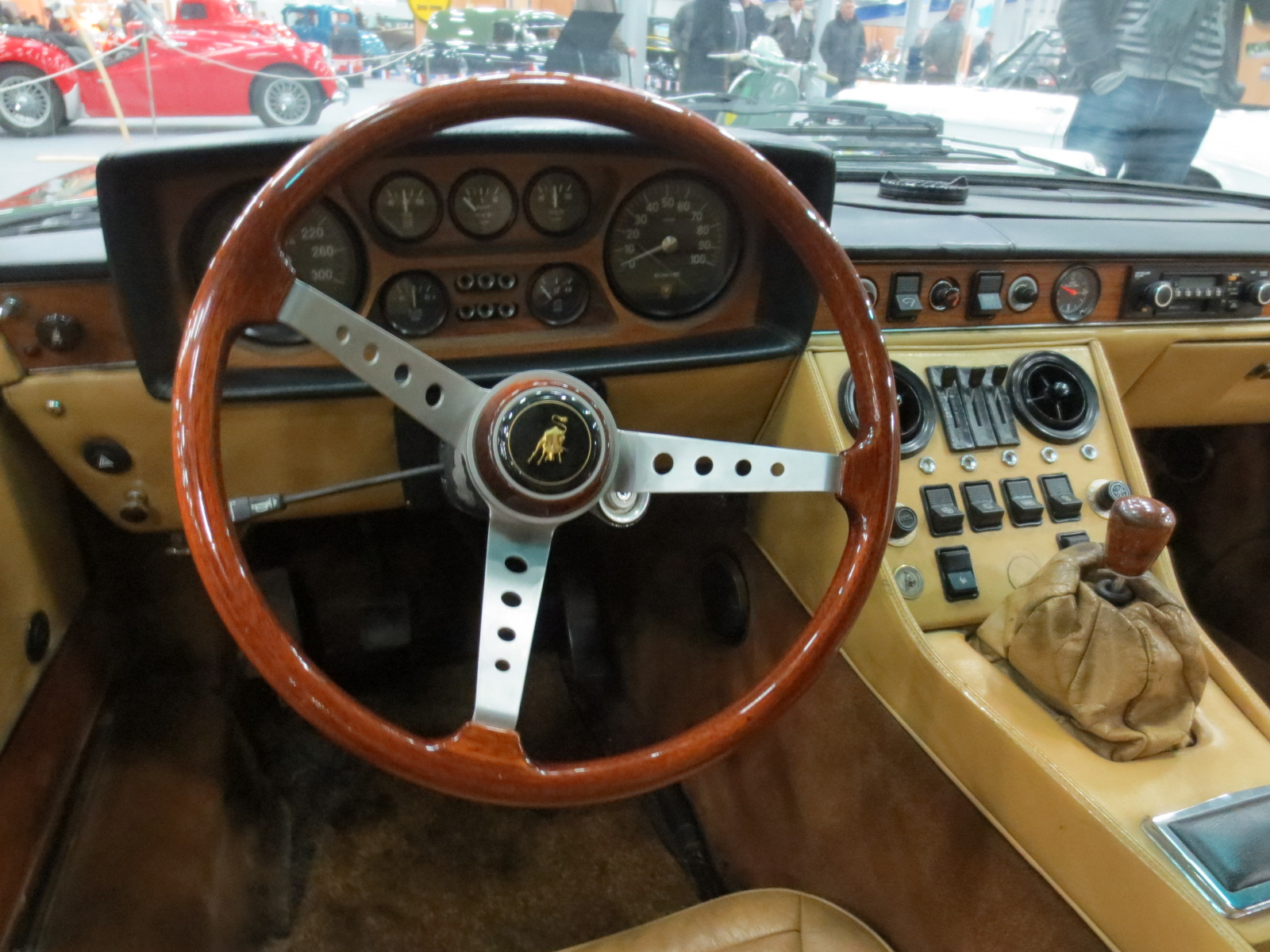